# L'incredibile viaggio del fachiro
L'incredibile viaggio del fachiro (The Extraordinary Journey of the Fakir) è un film francese del 2018 diretto da Ken Scott.
Esso si basa sul romanzo L'incredibile viaggio del fachiro che restò chiuso in un armadio Ikea (L'extraordinaire voyage du fakir qui était resté coincé dans une armoire Ikea) del 2013 scritto da Romain Puértolas.